# Kai Johan Jiang
Kai Johan Jiang (kinesiska: 蒋大龙, pinyin: Jiǎng Dàlóng), född i oktober 1965 i häradet Junan, Shandong, är en kinesisk företagsledare med affärsintressen i Kina och Sverige. Jiang är grundare (2004) av och koncernchef för State Power Group, ett kinesiskt energiföretag med verksamhet inom hållbara energikällor, främst biomassa.
Jiang är även grundare av och före detta styrelseordförande för National Electric Vehicle Sweden AB (NEVS), ett företag som 2012 förvärvade huvuddelen av verksamheten i Saab Automobile AB från dess konkursbo och som 2013 återupptog produktionen av Saab-bilar i Trollhättan. NEVS ägs sedan juli 2020 till 100 % av det kinesiska fastighetsbolaget Evergrande Group, detta efter att Jiang sålt sina kvarvarande aktier i företaget och samtidigt lämnat posten som styrelseordförande.
Bland Jiangs övriga affärsintressen i svenskt näringsliv finns NBE Sweden AB, ett företag som planerar att bygga ett energikombinat i Sveg i Härjedalen.
Jiang har en bakgrund bland annat som seniorrådgivare till Volvokoncernen 1993-2000. 2008 tilldelades han priset Emerging Entrepreneur Of The Year av Ernst & Young i Kina.